# Polsbroekerdam
Polsbroekerdam est un hameau situé dans la commune néerlandaise de Lopik, dans la province d'Utrecht.
Polsbroekerdam est situé dans le Lopikerwaard entre Benschop et Polsbroek.